# Václav Šmat
Václav Šmat (16. března 1931, Vejprnice – červen 2002) byl český hokejový obránce. Po skončení aktivní kariéry působil jako trenér.

## Hráčská kariéra
Za reprezentaci Československa nastoupil v 5 utkáních v sezóně 1959. Gól v reprezentaci nedal. Na klubové úrovni hrál za TJ Spartak Plzeň (1951–1968).